# Ihar Makarau
Ihar Viktaravitj Makaraŭ (belarusiska: І́гар Ві́ктаравіч Мака́раў, łacinka: Ihar Viktaravič Makaraŭ, ryska: И́горь Ви́кторович Мака́ров, Igor Viktorovitj Makarov), född 20 juli 1979 i Kimry, Kalinin (oblast), Ryska SFSR I Sovjetunionen (nuvarande Tver (oblast) i Ryssland), är en vitrysk judoutövare.
Han tog OS-guld i herrarnas halv tungvikt i samband med de olympiska judotävlingarna 2004 i Aten.